# Родионов, Владимир Константинович
Владимир Константинович Родионов (род. 12 октября 1949, Новосибирск, СССР) — советский футболист. Мастер спорта СССР (1974). Бронзовый призёр чемпионата СССР (1974).
Образование высшее.

## Биография
Помимо футбола занимался хоккеем с шайбой. Выступал за хоккейную команду класса А «Сибирь».
Выступал на позициях полузащитника и нападающего.
Профессиональную игровую карьеру в футболе начинал в команде второй лиги «Янгиер» вместе с двумя старшими братьями, которых Владимир сумел превзойти благодаря упорству. В сезоне 1969 года сумел стать лучшим бомбардиром «Янгиера», забив в ворота соперников 21 мяч.
Вскоре был приглашён в ведущую команду Узбекистана — ташкентский «Пахтакор». В сезоне 1971 года за ташкентцев провёл 21 матч и забил семь мячей.
Службу в рядах Вооружённых Сил СССР проходил в ростовском СКА, после чего оказался в Харькове, а в 1974 году — в одесском «Черноморце», в составе которого стал бронзовым призёром Чемпионата СССР в Высшей Лиге, и получил звание мастера спорта СССР.
После завершения игровой карьеры выступал за ветеранскую сборную СССР и любительские клубы Одессы, которые параллельно тренировал с середины 80-х годов.
По состоянию на 2014 год инспектировал календарные матчи чемпионатов Одессы и области.
В качестве главного тренера возглавлял взрослую команду первой лиги чемпионата города «Афганская община» (другое название — «Афган-Памир»), которая под руководством Родионова дважды становилась обладателем Кубка Федерации футбола Одессы (2006, 2009).
В основное время работает тренером в детско-юношеской футбольном клубе «Олимп» при Одесской национальной юридической академии.

## Достижения
- Бронзовый призёр чемпионата СССР 1974 года.
- Лучший бомбардир (21 гол) ФК «Янгиер» в чемпионате СССР 1969 года.
- Лучший бомбардир (10 голов) черкасского «Днепра» в чемпионате СССР 1977 года.